# Nystalea luciplena
Nystalea luciplena är en fjärilsart som beskrevs av Kirby 1892. Nystalea luciplena ingår i släktet Nystalea och familjen tandspinnare. Inga underarter finns listade i Catalogue of Life.